# Буддлея курчавая
Буддлея курчавая (лат. Buddleja crispa) — вид кустарниковых растений рода Буддлея семейства Норичниковые (Scrophulariaceae).

## Распространение
Происходит из Гималаев произрастает на территории Афганистана , Бутана , Северной Индии, Непала, Пакистана и Китая (Ганьсу, Сычуань, Сицзан), где встречается в сухих руслах рек, на каменистых склонах, выходах скальных пород,  образует заросли, растёт на высотах 1400—4300 метров над уровнем моря.

## Ботаническое описание
Листопадный сравнительно медленно растущий ветвистый кустарник 0,2—5 м высотой, со стройным стволом и густой листвой.
Листья черешковые, черешок часто крылатый, до 4 см длиной. 
Листовая пластинка тёмно-зелёная с морщинистой, покрытой прожилками поверхностью, яйцевидной или треугольной формы, размерами 1—20 х 0,5—8 см,  основание листа в основном округлое или сердцевидное. Цветки лиловые, трубчатой формы с 4 широко выдающимися лопастями.
Соцветия терминальные, метельчатые или собраны в кисти, размерами 1—20 х 1—15 см.
Семена яйцевидно-продолговатые, около 1 мм, без крыльев. 

Известна  эксклюзивная по высоте буддлея курчавая, растущая в Королевском ботаническом саду Кью (Royal Botanic Gardens Kew), которая достигла в росте более 4,5 м.
|                          |  |  |
| Листва, соцветия, цветки |  |  |

## Таксономия
Описание вида впервые было опубликовано в 1835 году в работе Джорджа Бентама, озаглавленной как «A synopsis of the East Indian Scrophularineae contained in the collections presented by the East India Company to the Linnaean Society of London, and in those of Mr. Royle and others; with some general observations on the affinities and sub-divisions of the order» и известной под кратким названием East Indian Scrophularineae, а в ботанических цитатах упоминаемой просто как Scrophularineae Indicae, или Scroph. Ind..
В своем пересмотре таксономии африканских и азиатских видов Buddleja в 1979 году голландский ботаник Леувенберг объединил пять китайских видов в один вид Buddleja crispa на основе сходства цветков, отклонив другие признаки, признав их результатом действия факторов окружающей среды. Пять  названий видов, вошедших в синонимику: Buddleja agathosma, Buddleja caryopteridifolia, Buddleja farreri, Buddleja sterniana и Buddleja tibetica могут упоминаться в литературе по садоводству.

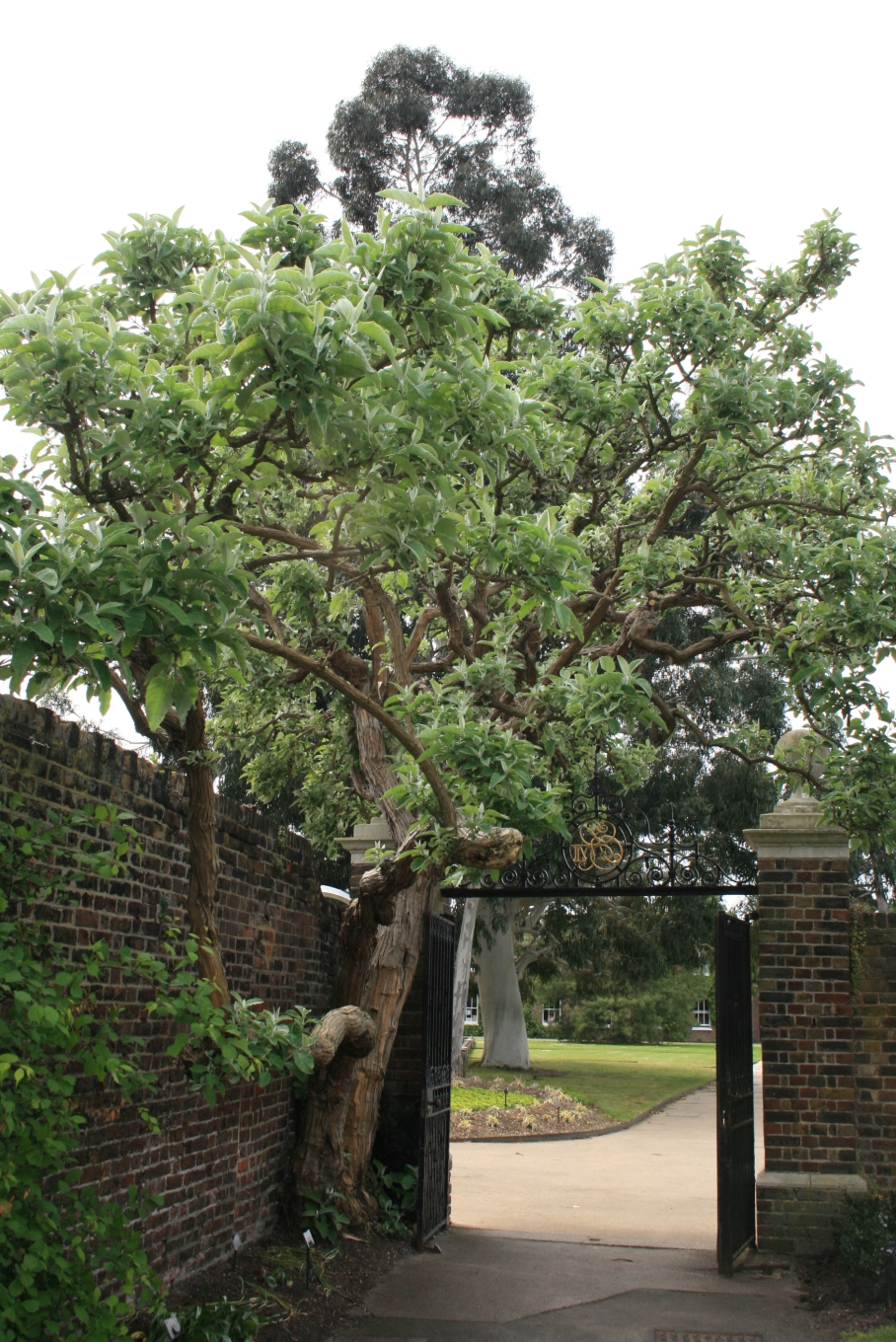
Kew Gardens, London

## Культивация
Вид был введен в культуру в 1850 году, и стал считаться одним из наиболее привлекательных видов буддлеи.
Нуждается в хорошо дренированной почве и в ярком солнечном освещении. Бин считал, что эти кустарники лучше всего растут у стен.
Особенно высокий экземпляр древовидной формы, высотой более 4,5 м, произрастает у входа в аквапарк в Королевском ботаническом саду в Кью.
Некоторые сорта
- Buddleja crispa 'Huimoon'[англ.]
- Buddleja crispa 'Stone House Cottage'[англ.]